# کنکا دو دالت
کنکا دو دالت (به اسپانیایی: Conca de Dalt) یک منطقهٔ مسکونی در اسپانیا است که در پالارز جوسا واقع شده‌است. کنکا دو دالت ۱۶۶٫۵ کیلومتر مربع مساحت دارد ۵۰۷ متر بالاتر از سطح دریا واقع شده‌است.